# 小瀧彬
小瀧 彬（小滝 彬、こだき あきら、明治37年（1904年）7月1日 - 昭和33年（1958年）5月28日）は、日本の外務・商工官僚、政治家。参議院議員（2期）、防衛庁長官（第6代、第7代）。位階は正三位。

## 来歴
島根県雲南市（旧飯石郡三刀屋町）出身。東山中学、旧制松江高校文科甲類を経て、1927年東京帝国大学経済学部。
総領事、外務省情報部長、貿易庁輸出局長、通商産業省通商監、国際捕鯨委員会日本政府代表、終戦連絡大阪事務局局長。戦時中は陸軍司政官に任命された。
1950年に行われた第2回参議院議員通常選挙の島根県選挙区に自由党公認で立候補。国民民主党公認の櫻内義雄にわずか389票差で敗れた。しかし小瀧側は、櫻内の票の中に無効票（櫻内義雄の父櫻内幸雄の名を書いたものが義雄の有効票に数えられていた）が含まれているとの訴えを起こした。その結果、小瀧側の訴えが認められ、1952年1月に小瀧が当選者となった。
1953年5月から1954年7月まで第5次吉田内閣で外務政務次官を務め、1957年には石橋内閣と第1次岸内閣で防衛庁長官を務めた。
1958年5月28日、癌のため東京都世田谷区の自衛隊中央病院で現職のまま死去、53歳。死没日をもって勲二等旭日重光章追贈（勲四等からの昇叙）、正五位から正三位に叙される。
竹下登の秘書として有名になった青木伊平は元秘書。自身の甥は外交官でエクアドル駐箚日本国特命全権大使を務めている小瀧徹。雲南市の三刀屋総合センターに銅像が建立されている。

## その他
- 宗教は曹洞宗、趣味はゴルフ、乗馬、麻雀[6]。

## 栄典
- 旧三刀屋町名誉町民（2004年）[7]